# Tioconazole
Le tioconazole est un antimycosique.

## Mode d'action
Le tioconazole inhibe la synthèse de l'ergostérol, molécule constitutive de la membrane fongique, et il inhibe également la polymérisation de la tubuline.

## Spécialités contenant du tioconazole
- TROSYD